# Parafia Matki Bożej Częstochowskiej w Rudkach
Parafia Matki Bożej Częstochowskiej – parafia rzymskokatolicka w Rudkach, w powiecie kieleckim, w województwie świętokrzyskim.